# Keshavapura, Sidlaghatta
Keshavapura là một làng thuộc tehsil Sidlaghatta, huyện Chikkaballapur, bang Karnataka, Ấn Độ.